# Йорк (округ, Южная Каролина)
Округ Йорк (англ. York County) располагается в штате Южная Каролина, США. Административный центр (столица) округа находится в одноимённом городе.
По состоянию на 2013 год, численность населения Йорка составляла 239 363 человека.

## История
Округ Йорк был официально образован в 1785 году.

## География
В соответствии с данными указанными на сайте центрального статистического органа страны — Бюро переписи населения США, общая площадь округа Йорк равняется 1802,642 км2, из которых 1766,382 км2 занимает суша и 13,000 км2 или 1,91% приходится на водную поверхность.

## Население
По данным переписи населения 2000 года в округе проживает 164 614 жителей в составе 61 051 домашних хозяйств и 44 933 семей. Плотность населения составляет 93,00 человек на км2. На территории округа насчитывается 66 061 жилых строений, при плотности застройки около 37,00-ми строений на км2. Расовый состав населения: белые — 77,25 %, афроамериканцы — 19,16 %, коренные американцы (индейцы) — 0,85 %, азиаты — 0,89 %, гавайцы — 0,02 %, представители других рас — 0,93 %, представители двух или более рас — 0,91 %. Испаноязычные составляли 1,96 % населения независимо от расы.

Население округа Йорк по возрасту

В составе 35,40 % из общего числа домашних хозяйств проживают дети в возрасте до 18 лет, 56,10 % домашних хозяйств представляют собой супружеские пары проживающие вместе, 13,30 % домашних хозяйств представляют собой одиноких женщин без супруга, 26,40 % домашних хозяйств не имеют отношения к семьям, 21,30 % домашних хозяйств состоят из одного человека, 6,90 % домашних хозяйств состоят из престарелых (65 лет и старше), проживающих в одиночестве. Средний размер домашнего хозяйства составляет 2,63 человека, и средний размер семьи 3,05 человека.
Возрастной состав округа: 26,30 % моложе 18 лет, 9,50 % от 18 до 24, 31,10 % от 25 до 44, 22,80 % от 45 до 64 и 22,80 % от 65 и старше. Средний возраст жителя округа 35 лет. На каждые 100 женщин приходится 94,00 мужчин. На каждые 100 женщин старше 18 лет приходится 90,20 мужчин.
Средний доход на домохозяйство в округе составлял 44 539 USD, на семью — 51 815 USD. Среднестатистический заработок мужчины был 36 713 USD против 24 857 USD для женщины. Доход на душу населения составлял 20 536 USD. Около 7,30 % семей и 10,00 % общего населения находились ниже черты бедности, в том числе — 12,10 % молодежи (тех, кому ещё не исполнилось 18 лет) и 9,60 % тех, кому было уже больше 65 лет.